# Townsend Harris

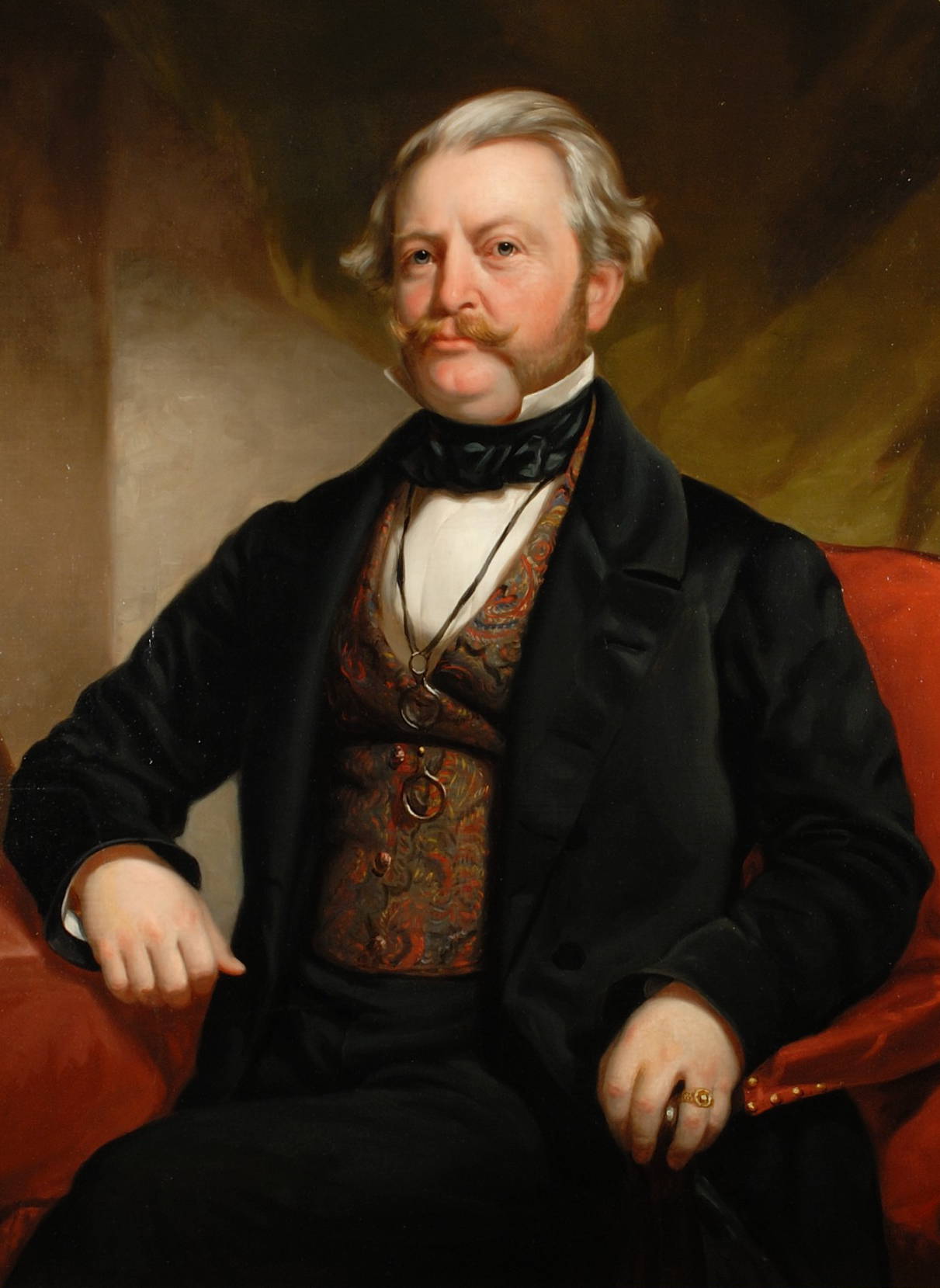
Townsend Harris år 1855, målning av James Bogle

Townsend Harris, född 4 oktober 1804 i Sandy Hill, död 25 februari 1878 i New York, var en amerikansk köpman och diplomat, mest känd för att ha varit den första permanenta amerikanska representanten i Japan. 
Townsend Harris föddes i Sandy Hill i delstaten New York, och flyttade tidigt till New York City där han idkade handel. Han var medlem och senare ordförande i New York City Board of Education, samt grundade New York Free Academy. År 1848 flyttade han till Kalifornien, varifrån han gjorde handelsresor till Kina och Ostindien. Under en kort tid var han amerikansk vicekonsul i Ningpo. Trots att han ivrig att resa till Japan fungerade han år 1856 som envoyé i Thailand där han slöt ett nytt handelsavtal med kung Mongkut och vicekungen Phra Pin Klao, till stor del baserat på Sir John Bowrings brittiska traktat.
Samma år utnämndes Harris till amerikansk generalkonsul i Japan och reste till Shimoda, där den amerikanska flaggan hissades den 4 september. Han krävde att behandlas respektfullt som envoyé, och att få lämna sitt kreditivbrev till shogunen i Edo personligen. Efter 18 månaders förhandling lyckades han få en audiens hos shogunen i dennes palats, och fyra månader senare slöt han ett avtal som skulle skrivas på av Ii Naosuke. I Harristraktatet försäkrades amerikaners rätt att idka handel, bosätta sig och missionera i Japan.
Harris återvände efterhand till USA och dog i New York City. Han begravdes i Greenwood Cemetery i Brooklyn.